# Nine Treasures
A Nine Treasures (kilenc kincs) kínai folk-metal zenekar, amely mongol zenét játszik. Szövegeik fő témái is a mongol folklór. 2010-ben alakultak meg Pekingben. 2017-ben Magyarországon is felléptek, a magyar Niburta és Kylfingar együttesekkel.

## Tagjai
- Ashkan – ének, gitár
- Aoger – basszusgitár, ének
- Tsog – lófejes hegedű (morin khuur)
- Ding Kai – dobok
- Saina – balalajka

## Diszkográfia
- Arvan Ald Guulin Hunshoor – nagylemez, 2012
- Nine Treasures – nagylemez, 2013
- Galloping White Horse – EP, 2015
- Live in Beijing – koncertalbum, 2015
- Mongol Metal – split lemez a Tengger Cavalryval és az Ego Fall-lal, 2015
- Wisdom Eyes – stúdióalbum, 2017